# Montepila
Le montepila B est un cépage blanc espagnol.

## Origine et répartition
Il est issu du vignoble d'Andalousie où il est cultivé notamment dans la zone de montilla-moriles.

## Caractères ampélographiques
Feuilles adultes pentagonales à face inférieure duveuteuse et pédoncule court.
Les baies sont sphériques parfois légèrement aplaties. Leur épiderme est vert-jaune.

## Aptitudes technologiques
Son port semi érigé permet la conduite en gobelet sans palissage.
Ce cépage donne un vin pâle, peu aromatique et neutre. Son titre alcoométrique est relativement faible.

## Sources